# Julie London
Julie London, pseudonimo di Gayle Peck (Santa Rosa, 26 settembre 1926 – Encino, 18 ottobre 2000), è stata una cantante e attrice statunitense.
Il suo nome è iscritto fra quello delle celebrità della Hollywood Walk of Fame al n. 7000 dell'Hollywood Boulevard.
Fra i suoi principali successi figurano le canzoni Cry Me a River (che ha fatto parte del suo primo 45 giri, registrato nel 1955 per la Liberty premiato nel 2001 con il Grammy Hall of Fame Award), Sway, Desafinado, Blue Moon e Fly Me to the Moon. Interprete poliedrica, ha inciso anche cover di Light My Fire dei Doors e di Yummy Yummy Yummy degli Ohio Express.

## Biografia
Figlia di Jack e Josephine Peck, che facevano coppia anche sul palcoscenico come attori e cantanti di vaudeville, a quattordici anni si trasferì con la famiglia a Los Angeles. Poco tempo dopo iniziò a lavorare nel cinema, trovando tuttavia il tempo di diplomarsi nel 1945 alla Hollywood Professional School.
Julie London è ricordata per la sua voce dolce, sensuale, personalissima (cosiddetta smokey voice) di cantante swing, pop e soprattutto di ballad, che le permise di incidere diverse hit per la Liberty Records e raggiungere il vertice della notorietà negli anni cinquanta come star della cosiddetta torch song, la canzone d'amore per antonomasia che prevede il lamento dell'amante insoddisfatto. È stata ed è la musa ispiratrice di molte interpreti venute dopo di lei.
La sua carriera di attrice cinematografica e televisiva - impegnata particolarmente in film western e commedie - si è sviluppata lungo trentacinque anni (fra il 1944 e il 1979) e si è conclusa con l'interpretazione dell'infermiera Dixie McCall nella serie televisiva Emergency!, andata in onda appunto fra il 1972 ed il 1979. Per questo ruolo la London ottenne nel 1974 una candidatura al Golden Globe per la miglior attrice in una serie drammatica.
Le sue ceneri sono tumulate al Forest Lawn Memorial Park di Hollywood, assieme a quelle del secondo marito Bobby Troup e a quelle del figlio Jody Troup, morto nel 2010.

## Filmografia

### Cinema
- Nabonga, regia di Sam Newfield (1944)
- Janie, regia di Michael Curtiz (1944)
- Il cavallino d'oro (Diamond Horseshoe), regia di George Seaton (1945)
- On Stage Everybody, regia di Jean Yarbrough (1945)
- Notte di paradiso (A Night in Paradise), regia di Arthur Lubin (1946)
- La casa rossa (The Red House), regia di Delmer Daves (1947)
- La quercia dei giganti (Taps Roots), regia di George Marshall (1948)
- Aquile dal mare (Task Force), regia di Delmer Daves (1949)
- La congiura dei rinnegati (Return of the Frontiersman), regia di Richard L. Bare (1950)
- Storia di un detective (The Fat Man), regia di William Castle (1951)
- Pista insanguinata (The Fighting Chance), regia di William Witney (1955)
- Gangster cerca moglie (The Girl Can't Help It), regia di Frank Tashlin (1956)
- Crime Against Joe, regia di Lee Sholem (1956)
- The Great Man, regia di José Ferrer (1956)
- Drango, regia di Hall Bartlett e Jules Bricken (1957)
- Lo sperone insanguinato (Saddle the Wind), regia di Robert Parrish (1958)
- A Question of Adultery, regia di Don Chaffey (1958)
- Gli evasi del terrore (Voice in the Mirror), regia di Harry Keller (1958)
- Dove la terra scotta (Man of the West), regia di Anthony Mann (1958)
- Questa è la mia donna (Night of the Quarter Moon), regia di Hugo Haas (1959)
- Il meraviglioso paese (The Wonderful Country), regia di Robert Parrish (1959)
- La terza voce (The 3rd Voice), regia di Hubert Cornfield (1960)
- Testa o croce (The George Raft Story), regia di Joseph M. Newman (1961)
- Le spie vengono dal cielo (The Helicopter Spies), regia di Boris Sagal (1968)

### Televisione
- Armstrong Circle Theatre – serie TV, 1 episodio (1954)
- I racconti del West (Dick Powell's Zane Grey Theatre) – serie TV, 1 episodio (1957)
- Playhouse 90 – serie TV, 1 episodio (1957)
- David Niven Show (The David Niven Show) – serie TV, episodio 1x09 (1959)
- Avventure in paradiso (Adventures in Paradise) – serie TV, episodio 1x07 (1959)
- The Red Skelton Show – serie TV, 1 episodio (1960)
- Laramie – serie TV, 1 episodio (1960)
- Gli uomini della prateria (Rawhide) – serie TV, episodio 3x01 (1960)
- Michael Shayne – serie TV episodio 1x03 (1960)
- Dan Raven – serie TV, 1 episodio (1960)
- Hong Kong – serie TV, episodio 1x14 (1961)
- The Barbara Stanwyck Show – serie TV, 1 episodio (1961)
- The Bob Hope Show – serie TV, 1 episodio (1961)
- Scacco matto (Checkmate) – serie TV, episodio 1x28 (1961)
- Follow the Sun – serie TV, episodio 1x11 (1961)
- Undicesima ora (The Eleventh Hour) – serie TV, 1 episodio (1963)
- The Dick Powell Show – serie TV, episodio 2x25 (1963)
- L'ora di Hitchcock (The Alfred Hitchcock Hour) – serie TV, episodio 3x12 (1965)
- Le spie (I Spy) – serie TV, episodio 1x12 (1965)
- Organizzazione U.N.C.L.E. (The Man from U.N.C.L.E.) – serie TV, 1 episodio (1967)
- La grande vallata (The Big Valley) – serie TV, 1 episodio (1968)
- The Tonight Show Starring Johnny Carson – serie TV, 1 episodio (1972)
- Adam-12 – serie TV, 1 episodio (1972)
- Squadra emergenza (Emergency!) – serie TV, 129 episodi (1972-1978)

## Doppiatrici italiane
- Dhia Cristiani in La casa rossa, Lo sperone insanguinato, Il meraviglioso paese, Dove la terra scotta, La terza voce
- Lydia Simoneschi in Drango, Gli evasi del terrore
- Rosetta Calavetta in La quercia dei giganti

## Discografia

### Colonne sonore
- Il diario di Bridget Jones (2001, la sua cover del brano Fly Me to the Moon è stata inserita nella colonna sonora)
- Immortal ad vitam (2004, il suo brano June in January è stato inserito nella colonna sonora)
- V per vendetta (2005, il suo brano Cry me a river è stato inserito nella colonna sonora)

### Album
1. Julie Is Her Name (1955, U.S. #2)
2. Lonely Girl (1956, U.S. #16)
3. Calendar Girl (1956, U.S. #18)
4. About the Blues (1957, U.S. #15)
5. Make Love to Me (1957)
6. Julie (1958)
7. Julie Is Her Name, Volume II (1958)
8. London by Night (1958)
9. Swing Me an Old Song (1959)
10. Your Number Please (1959)
11. Julie...At Home (1960)
12. Around Midnight (1960)
13. Send for Me (1961)
14. Whatever Julie Wants (1961)
15. The Best of Julie London (1962)
16. Sophisticated Lady (1962)
17. Love Letters (1962)
18. Love on the Rocks (1962)
19. Latin in a Satin Mood (1963)
20. Julie's Golden Greats (1963)
21. The End of the World (1963, U.S. #127)
22. The Wonderful World of Julie London (1963, U.S. #136)
23. Julie London (1964)
24. In Person at the Americana (1964)
25. Our Fair Lady (1965)
26. Feeling Good (1965)
27. By Myself (1965, produced exclusively for the Columbia Record Club)
28. All Through the Night: Julie London Sings the Choicest of Cole Porter (1965)
29. For the Night People (1966)
30. Nice Girls Don't Stay for Breakfast (1967)
31. With Body & Soul (1967)
32. Easy Does It (1968)
33. Yummy, Yummy, Yummy (1969)
34. The Very Best Of Julie London (1975)